# Jure Potokar
Jure Potokar est un poète et traducteur slovène né en 1956.
Il a étudié la littérature slave à l'université de Ljubljana. Il est critique musical et traducteur à Ljubljana. 
Un choix de ses poèmes est paru aussi en traduction anglaise. Il a traduit une série de livres de l'anglais, entre autres les poètes américains Henry Miller, Leonard Cohen, Bret Easton Ellis, Gore Vidal, Salman Rushdie, Jack Kerouac, James Graham Ballard, Richard Flanagan, Jonathan Franzen et LeRoi Jones.

## Recueils de poèmes
- Aitone, 1980
- Pokrajina se tu nagiba proti jugu (La contrée s'incline ici vers le sud), 1982
- Ambienti zvočnih pokrajin (Les milieux ambiants des paysages sonores), 1986
- Stvari v praznini (Les choses dans le vide), 1990
- Poésie slovène contemporaine, traduction de Polona Tavčar, Suzana Koncut, William Cliff, édition Écrits des Forges, 1996.